# مندی برایت
مندی برایت (به انگلیسی: Mandy Bright) یک بازیگر پورنوی مجارستانی است.

## جایزه‌ها
- ۲۰۰۴ جایزه ای‌وی‌ان٫ برنده جایزه بازیگر زن خارجی سال